# Jerachmi’el Assa

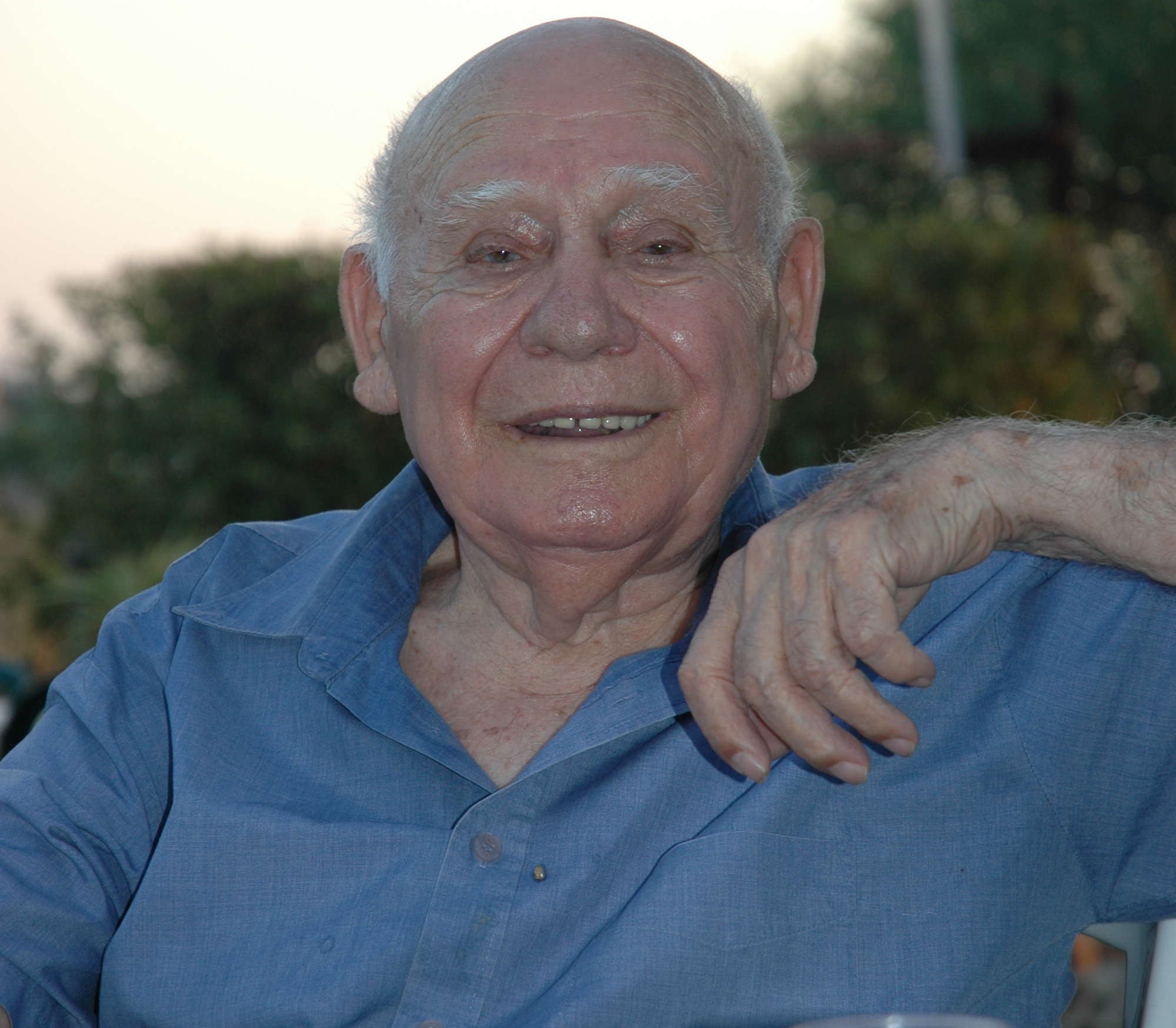
Jerachmi’el Assa

Jerachmi’el Assa (hebräisch יְרַחְמִיאֵל אסא‎; * 7. März 1919 im Kaukasus; † 11. Oktober 2011) war ein israelischer Politiker.

## Leben
In der Jewish Agency for Israel war er Vorstandsmitglied der Abteilung, die für Juden aus dem Nahen Osten zuständig war. Er arbeitete für den Mossad le Alija Bet zuerst im Irak. Unter anderem war er bei der Durchführung der „Operation Michaelberg“ beteiligt, in der Juden aus dem Irak per Flugzeug nach Palästina illegal geflogen wurden. Unter der Emigranten war auch die zionistische Aktivistin und daher von der irakischen Polizei verfolgten Schoschana Arbeli-Almoslino.
In den Jahren 1953 und 1954 war er im Iran und in der Türkei für die illegale Alija von Juden tätig. Seit dem 15. August 1955 stand er auf der Wahlliste der Achdut haAwoda. Vom 19. September 1958 bis zum 30. November 1959 war er Abgeordneter der Knesset, in die er für den verstorbenen Avraham Abaas nachrückte.